# Número de Atwood
En mecánica de fluidos, el número de Atwood (A) es un número adimensional utilizado para el estudio de las inestabilidades hidrodinámicas en flujos de densidad estratificada.

## Etimología
Se denomina así en honor del matemático inglés, reverendo George Atwood, creador del experimento de su nombre diseñado para verificar las leyes mecánicas del movimiento uniformemente acelerado.

## Descripción
Se define como la razón:
| Símbolo                   | Nombre                         | Unidad  |
| ------------------------- | ------------------------------ | ------- |
| {\displaystyle A}         | Número de Atwood               |         |
| {\displaystyle \rho _{1}} | Densidad del fluido más pesado | kg / m3 |
| {\displaystyle \rho _{2}} | Densidad del fluido más ligero | kg / m3 |

De la definición se sigue que el número de Atwood toma valores entre 0 y 1: 0 cuando no hay diferencias de densidad entre los fluidos y 1 cuando el "fluido más ligero" es el vacío, típico caso de estudio en astrofísica.

## Campo de aplicación
El número de Atwood es un parámetro importante en el estudio de la inestabilidad de Rayleigh-Taylor y de la inestabilidad de Richtmyer-Meshkov: En la inestabilidad de Rayleigh-Taylor, 
la distancia de penetración de la burbujas del fluido más pesado en el interior del más ligero es una función de la escala de tiempo de aceleración, {\displaystyle Agt^{2}}, donde  {\displaystyle A} es el número de Atwood,  {\displaystyle g} es la aceleración de la gravedad y  {\displaystyle t} es el tiempo.